# The Rescue
The Rescue är en EP av postrockbandet Explosions in the Sky, utgiven 11 oktober 2005.

## Låtlista
1. "Day One" - 4:32
2. "Day Two" - 3:47
3. "Day Three" - 4:34
4. "Day Four" - 3:00
5. "Day Five" - 4:35
6. "Day Six" - 5:18
7. "Day Seven" - 4:23
8. "Day Eight" - 2:35